# Zaspy (kolonia)
Zaspy – kolonia w Polsce położona w województwie łódzkim, w powiecie sieradzkim, w gminie Warta.
W latach 1975–1998 miejscowość administracyjnie należała do województwa sieradzkiego.